# Juan Mariño Chiarlone
Juan Mariño Chiarlone (11 de noviembre de 1931-3 de agosto de 2021), fue un magistrado uruguayo, ministro de la Suprema Corte de Justicia de su país entre 1993 y 2001.

## Biografía
Funcionario judicial desde 1950, en 1968 se graduó como abogado en la Universidad de la República. Desempeñó funciones en el Poder Judicial como defensor de oficio, llegando a ser director del servicio de Defensoría de Oficio.
En el año 1981 ingresó a la magistratura judicial al ser designado Juez Letrado en lo penal en la ciudad de Montevideo. Con posterioridad pasó a desempeñarse como juez de familia.
En mayo de 1989 fue ascendido al cargo de ministro del recién creado Tribunal de Apelaciones de Familia de 1.er Turno. En 1992 fue trasladado al Tribunal de Apelaciones en lo Penal de 1.er Turno.
En marzo de 1993 la Asamblea General lo designó como ministro de la Suprema Corte de Justicia, en reemplazo del ministro Nelson García Otero que había cesado en su cargo en diciembre de 1992.
Ocupó la presidencia de la Corte en dos oportunidades, durante los años 1996 y 2000 respectivamente. En noviembre de 2001 abandonó su cargo en el máximo órgano judicial del país al alcanzar los 70 años, edad máxima fijada por la Constitución uruguaya para el desempeño de funciones judiciales.